# 貓忍之心
《貓忍之心》是由Whirlpool在2017年2月24日發售的戀愛冒險類型的成人遊戲，後來發售兩部DLC《貓忍之心+PLUS》和續作《貓忍之心2》和《貓忍之心3》，並且由Sekai Project和Denpasoft發售繁體中文與英文的全年齡版和18禁版。

## 角色
北條春希
本作的男主角。
風魔由良（聲優：小鳥居夕花）
來至風魔之里的貓亞人忍者，擅長使用體術。
風魔玉（聲優：あじ秋刀魚）
由良的妹妹，與姊姊同樣也是名忍者，擅長使用忍術。
瑪亞（聲優：歩サラ）
第二作女主角之一。失去記憶的兔亞人忍者。
猫飼律（聲優：花澤櫻）
第二作女主角之一。自稱所屬名為「里見八忍」組織的貓亞人忍者。
雜賀陽葵（聲優：夜長櫻）
第三作女主角之一。
猫塚詩乃（聲優：鈴谷麻耶）
第三作女主角之一。佩帶妖刀村雨，里見八忍的一員。
石川沙奈（聲優：みたかりん）
第三作女主角之一。陽葵的女僕。
鈴木彩（聲優：上田朱音）
春希的同學，真實身份是忍者組織的指揮者「彩羽」。
奈知（聲優：橘まお）
由良和玉的姊姊，侍奉彩羽的忍者。

## 主題曲
貓忍之心片頭曲「la la for you」
編曲：根本克則，作詞、作曲、主唱：
貓忍之心2片頭曲「catch your heart」
編曲：根本克則，作詞、作曲、主唱：
貓忍之心3片頭曲
編曲：根本克則，作詞、作曲、主唱：

## 評價
《貓忍之心》在日本美少女游戏与动画相关商品销售网站Getchu.com的2017年2月销量榜上排名第6名；3月排名第26名。

## 外部連結
- 貓忍之心官方網站 （日語）
- 貓忍之心2官方網站 （日語）
- 貓忍之心3官方網站 （日語）
- 貓忍之心SPIN!官方網站 （日語）